# (5017) Tenchi
(5017) Tenchi (1977 DS2) – planetoida z pasa głównego asteroid okrążająca Słońce w ciągu 5,61 lat w średniej odległości 3,15 j.a. Odkryta 18 lutego 1977 roku.